# راه‌حل (برتولت برشت)
راه حل شعری از شاعر و نمایشنامه نویس آلمانی برتولت برشت و بخشی از مجموعه Buckower Elegien است.

## مضمون
این شعر به قیام هفدهم جون در آلمان شرقی اشاره دارد.

## شعر
بعد از قیام هفده جون
رئیس اتحادیۀ نویسندگان
در خیابان استالین
اعلامیه پخش کرد با این مضمون که
«مردم از اعتماد دولت سو استفاده کرده اند
و باید برای جبران مافات
دو برابر کار کنند»
اگر اوضاع چنین است
بهتر نیست دولت
مردم را غیرقانونی اعلام کند
و با انتخاباتی جدید
مردمی دیگر را سر کار بیاورد؟